# هيلين رايت
هيلين رايت (بالإنجليزية: Helen Wright)‏ هي ممثلة أمريكية، (و. 1868  م).

## وصلات خارجية
- هيلين رايت على موقع IMDb (الإنجليزية)